# Rodolphe III de Neuchâtel
Rodolphe III de Neuchâtel, ou Raoul, (? - 1263), est un noble, membre de la maison de Neuchâtel, il est le fils de Berthold Ier de Neuchâtel et de Richensa de Frobourg.

## Biographie
Nommé premier comte de Thielle, en 1250 il fait bâtir le nouveau château de Neuchâtel après l'incendie, l'année précédente, du premier château. Il accorde, en 1260, leurs franchises aux faubourgs de Nugerol (ou Neureux). Seigneur de Neuchâtel de 1259 à 1263, exceptionnellement il utilisera le titre de comte de Neuchâtel.

## Mariage et succession
Il épouse Sibylle de Montbéliard (nommée aussi Sibylle de Montfaucon), (? - 30 mars 1277), dame de Neuchâtel, fille de Thierry III de Montbéliard et d'Alix de Ferrette, de qui il a :
- Ulrich IV, (Ulricus[6]), (? - 1278), co-seigneur de Neuchâtel avec ses frères Henri et Amédée à partir de fin 1263,
- Jean[6], (? - 1308), prévôt de Neuchâtel[7] et de Chalon,
- Amédée[8], co-seigneur de Neuchâtel à partir de fin 1263 avec ses deux frères puis seul dès le décès du dernier en 1283,
- Richard[6], (? - 1310), chanoine de Neuchâtel et de Chalon, prévôt de Neuchâtel après son frère Jean,
- Henri[8], (? - 1283), co-seigneur de Neuchâtel à partir de fin 1263,
- Agnelette[8], (? - 1306), elle épouse Conrad seigneur de Viviers,
- Marguerite[8], elle épouse Jean Ier de Blonay[9], seigneur de Saint-Paul-en-Chablais et de Blonay en Chablais. Citée en 1309 avec ses fils Mermet et Perrod

## Sources
- Manuel généalogique pour servir à l'histoire de la Suisse, Tome I, Zurich, Société suisse d'héraldique, 1908 (lire en ligne), p. 101
- Georges Auguste Matile, Monuments de l'histoire de Neuchatel, Volume 2, Attinger, 1848 (lire en ligne), p. 1216
- Paul Vuille, Notes sur les premiers seigneurs de Neuchâtel, Musée neuchâtelois, 1979 (lire en ligne), p. 109 à 122
- Jonas Boyve, Annales historiques du Comté de Neuchâtel et Valangin depuis Jules-César jusqu'en 1722, E. Mathey, 1854 (lire en ligne), p. 201 à 227